# Heilig Kruisvinding

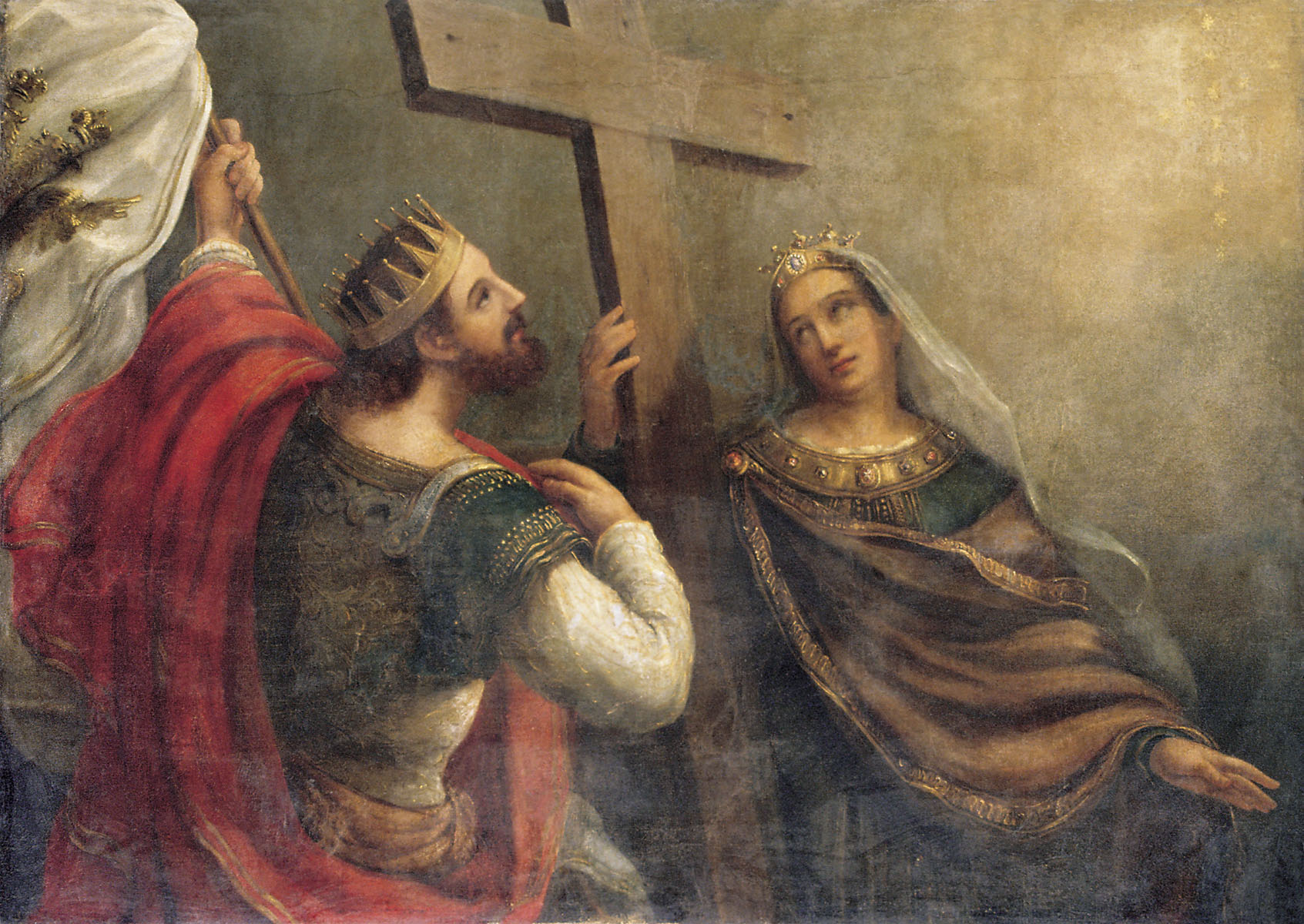
Het Kruis van Christus, keizer Constantijn en sint-Helena (Vassili Sazonov 1789-1870)

De Heilig Kruisvinding is de terugvinding van het kruis waaraan Jezus gestorven zou zijn door keizerin-moeder Helena. Het feest van de Heilig Kruisvinding valt in de katholieke kerken op 3 mei en in de Orthodoxe Kerk op 6 maart. Na de liturgische vernieuwing in 1969 is het feest van de Heilig Kruisvinding afgeschaft ten voordele van Kruisverheffing (14 september). Kruisverheffing is toen een feest geworden. In de liturgie van vóór 1969 is Kruisvinding behouden gebleven.

## Legende van de Kruisvinding

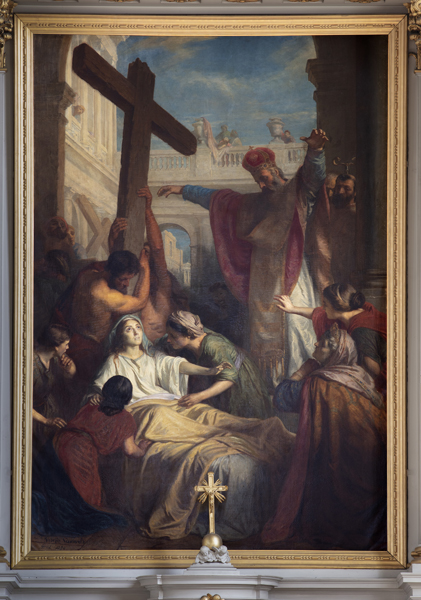
Heilige Kruisvinding door Joseph Pauwels in de Sint-Christoffelkerk te Evergem

De alleroudste verhalen over de kruisvinding stammen uit de 4e eeuw met Eusebius van Caesarea en Ambrosius van Milaan die weten te vertellen hoe Helena op zoek is gegaan naar het Heilige Kruis.
Ook in de Legenda Aurea van Jacobus de Voragine komt dit verhaal aan bod. 
Volgens de overlevering ontdekte Helena van Constantinopel, de moeder van keizer Constantijn, omstreeks het jaar 325 tijdens een rondreis door Palestina een grot waarin ze drie houten kruisen aantrof, de kruisvinding. Om onbekende redenen wist Helena dat een van de drie het kruis was waaraan Jezus was gestorven. 
Om vast te stellen welk kruis het Ware Kruis was, liet ze een zieke vrouw komen die beurtelings op elk van de drie kruisen ging liggen. Bij de eerste twee gebeurde er niets, maar toen de vrouw op het derde kruis ging liggen, bleek ze op wonderbaarlijke wijze te genezen. Helena stelde vast dat dit het Ware Kruis moest zijn.  Helena nam het Ware Kruis mee naar Constantinopel waar het hout zich op wonderbaarlijke wijze vermenigvuldigde. (Dit zou verklaren waarom er op het hoogtepunt van de reliekenhandel zo veel kruishout in omloop was.)
Helena bracht het Ware Kruis ten slotte naar Rome, waar ze het bewaarde in haar slaapkamer, in die tijd de plaats waar men zijn dierbaarste bezittingen bewaarde. Deze slaapkamer werd later onderdeel van een kerk, de Santa Croce in Gerusalemme, waar delen van de kruisrelieken nog steeds te zien zijn.

## Geschiedenis
Helena ondernam omstreeks 325 inderdaad een rondreis door het Heilige Land. Van die reis is door haar reisgenoot Eusebius uitgebreid verslag gedaan. Het verhaal over het Ware Kruis wordt door hem niet vermeld.
Ambrosius van Milaan vertelt hoe Helena op zoek is gegaan naar het Heilige Kruis.
Ook in de Legenda Aurea van Jacobus de Voragine komt dit verhaal aan bod. 

## Kerken
Verschillende kerken zijn opgedragen aan de Heilig Kruisvinding, waaronder de:
- Heilige Kruisvindingskerk te Mal
- Heilige Kruisvindingskerk in de buurtschap Rodenrijt bij Achel
- Heilige-Kruisverheffingskerk te Wenduine